# Dos Arroyos, Argentina
Dos Arroyos är en ort i Argentina.   Den ligger i provinsen Misiones, i den nordöstra delen av landet, 800 km norr om huvudstaden Buenos Aires. Dos Arroyos ligger 287 meter över havet och antalet invånare är 3 079.
Terrängen runt Dos Arroyos är varierad. Närmaste större samhälle är Leandro N. Alem, 14,7 km nordväst om Dos Arroyos.
I omgivningarna runt Dos Arroyos växer huvudsakligen savannskog. Runt Dos Arroyos är det ganska glesbefolkat, med 31 invånare per kvadratkilometer.